# تیم ملی والیبال مردان قطر
تیم ملی والیبال مردان قطر تیم ملی والیبال مردان کشور قطر است.

## تاریخچه
قطر نخستین بار در مسابقات والیبال قهرمانی آسیا در سال ۱۹۸۹ حضور یافت. قطر همچنین در بازی های آسیایی ۲۰۰۶ که در دوحه میزبانی شد، پس از شکست در نیمه نهایی با نتیجه ۳-۱ مقابل کره جنوبی، در دیدار رده بندی ۳-۲ به عربستان باخت و چهارم شد. قطر به طور مشترک رکورد جهانی بالاترین امتیاز ست را در پیروزی ۴۵-۴۳ خود مقابل ونزوئلا در ۱۱ ژوئن ۲۰۱۷ به ثبت رساند.